# Hans Hermann Junge
Hans-Hermann Junge (Wilster, 11 febbraio 1914 – Dreux, 13 agosto 1944) è stato un militare tedesco, nonché aiutante di campo e valletto personale di Adolf Hitler.

## Biografia
Hans Hermann Junge nacque a Wilster nel 1914, cittadina facente parte a quel tempo della provincia di Schleswig-Holstein, nel Regno di Prussia. Negli anni più tardi, Junge entrò a far parte delle SS e, nel 1934, alla 1ª Divisione Leibstandarte. Il 1º luglio 1936 diventò membro della Führerbegleitkommando, organizzazione che aveva lo scopo di fornire protezione ad Adolf Hitler. Nel 1940 Junge divenne valletto ufficiale di Hitler ed incontrò Traudl Humps, l'ultima segretaria privata del Führer. Junge fu considerato come il secondo valletto di Hitler dopo Heinz Linge. Egli iniziò a lavorare alla Cancelleria del Reich a Berlino e nella residenza di Hitler, vicino a Berchtesgaden. Secondo la segretaria Traudl, Junge e Linge, nonostante fossero il "braccio destro" del Führer, avrebbero gestito parte della sua vita domestica, tra cui portarlo dove lui volesse, svegliarlo alla mattina, consegnargli messaggi e quotidiani, servire il menù del giorno e gestire il suo guardaroba.
Su incoraggiamento di Hitler, Junge e la Humps si sposarono il 19 giugno 1943. Il 14 luglio 1943 Junge entrò a far parte della Waffen-SS.
Nell'anno seguente, dopo aver conseguito il grado di Obersturmführer, Junge rimase ucciso durante la battaglia di Normandia, a causa di un attacco aereo di bassa quota. Hitler rimase così sconvolto della notizia che decise di informare personalmente la moglie Humps. A seguito di ciò, Hitler chiese alla Humps di rimanere sua segretaria e promise che si sarebbe preso cura di lei, dal momento che era diventata vedova.